# Bunodosoma sphaerulata
Bunodosoma sphaerulata is een zeeanemonensoort uit de familie Actiniidae.
Bunodosoma sphaerulata is voor het eerst wetenschappelijk beschreven door Duerden in 1902.